# 聖亞歷山大共主教座堂

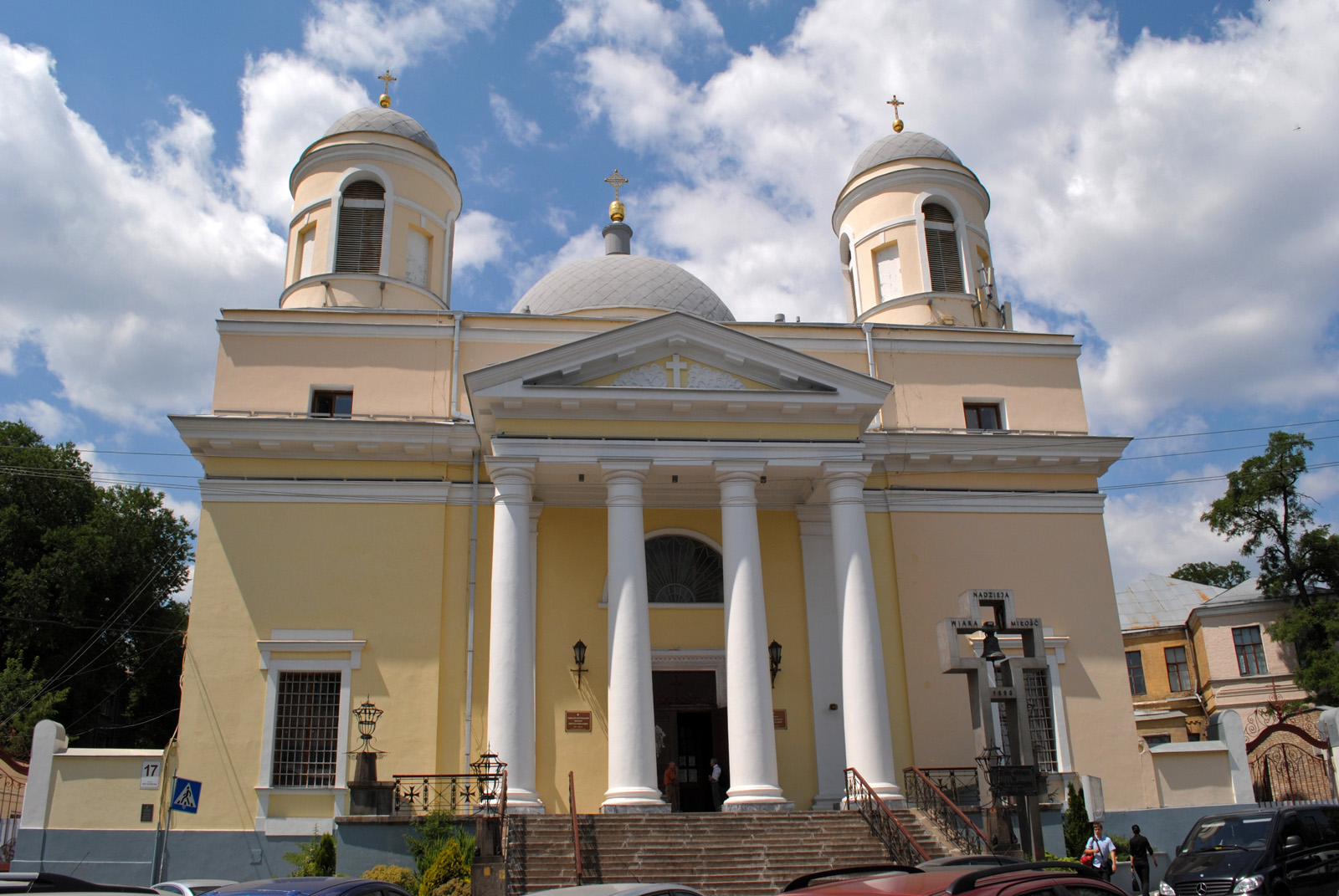
聖亞歷山大共主教座堂

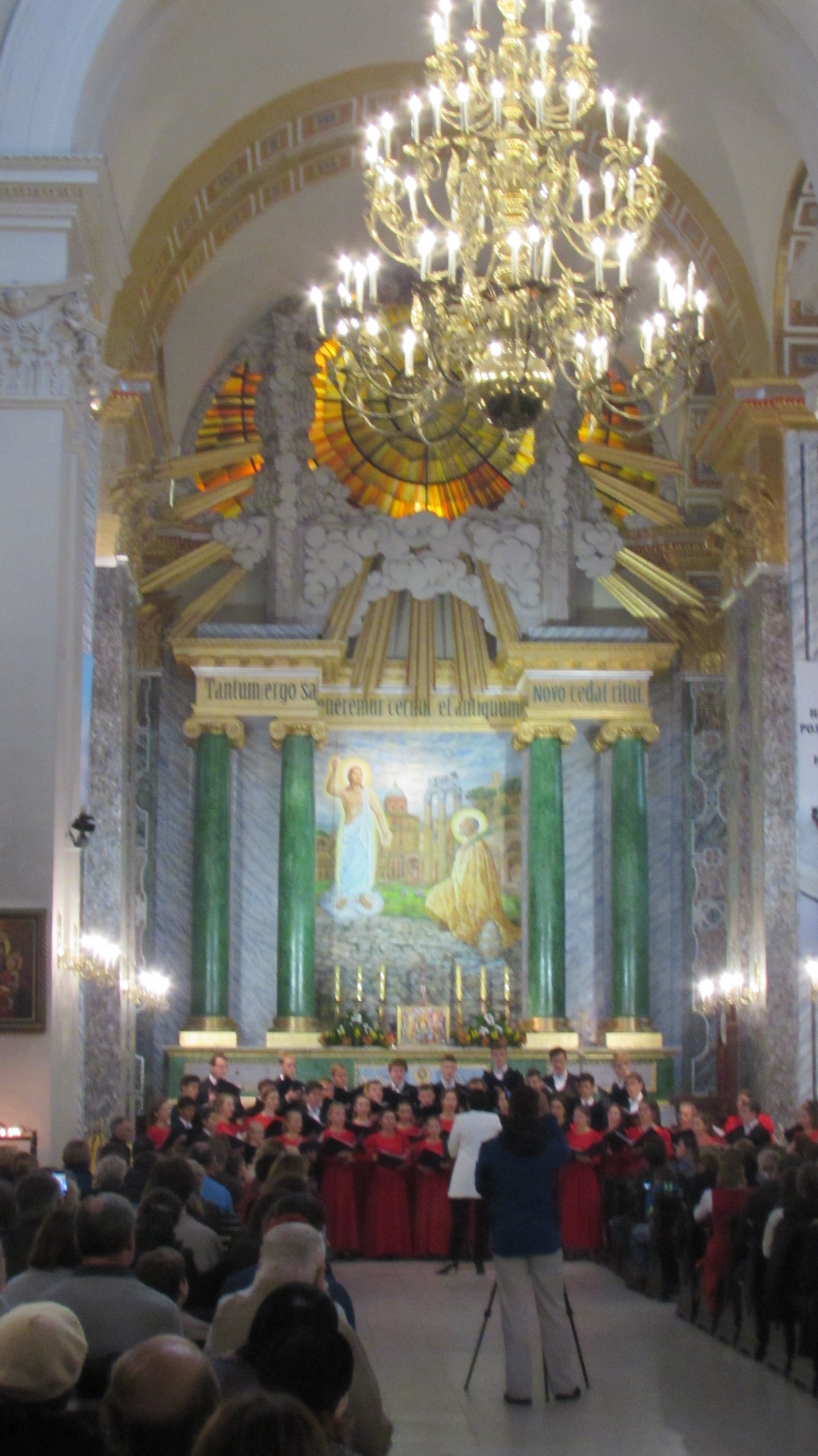
2017

聖亞歷山大共主教座堂（烏克蘭語：Cпівкафедральний собор св. Олександра），是烏克蘭首都基輔的一座羅馬天主教的主教座堂，修建於1817年至1842年。該教堂是天主教基輔-日托米爾教區的共同主教座堂之一。